# Кориково
Кориково — деревня в Меленковском районе Владимирской области России, входит в состав Ляховского сельского поселения.

## География
Деревня расположена на берегу речки Дубровка в 3 км на север от центра поселения села Ляхи и в 23 км на восток от райцентра города Меленки.

## История
В конце XIX — начале XX века деревня входила в состав Ляховской волости Меленковского уезда, с 1926 года — в составе Муромского уезда. В 1859 году в деревне числилось 20 дворов, в 1905 году — 43 двора, в 1926 году — 85 дворов.
С 1929 года деревня являлась центром Кориковского сельсовета Ляховского района, с 1940 года — в составе Высоковского сельсовета, с 1959 года — в составе Меленковского района, с 2005 года — в составе Ляховского сельского поселения. 

## Население
| 1859 | 1905 | 1926 | 2002 | 2010 | 2021 |
| ---- | ---- | ---- | ---- | ---- | ---- |
| 170  | ↗348 | ↗398 | ↘46  | ↘30  | ↗36  |